# Krokowski IV
Krokowski (Crakow, Krockow, Kinwangen) − pruski herb szlachecki, uznawany przez Ostrowskiego za odmianę herbu Krokowski.

## Opis herbu
Opis z wykorzystaniem klasycznych zasad blazonowania.
W polu czarnym trąba czerwona z nabiciem złotym, ustnikiem w prawo, na dwóch łapach ptasich srebrnych, ze szponami złotymi, zwróconych na zewnątrz. Klejnot: nad hełmem bez korony dwa ramiona zgięte w łokciach, w rękawach czerwonych, trzymające w dłoniach po sercu czerwonym.

## Najwcześniejsze wzmianki
Jest to herb pruskiej rodziny Kinwangen, będącej jednego pochodzenia z rodziną z Wikrowa, z której później wywodziła się rodzina Krokowskich. Ostrowski (Księga herbowa rodów polskich, 1897, 1906) uznał ten herb za odmianę herbu Krokowski. Ostrowski przytoczył herb za Nowym Siebmacherem (Der abgestorbene Adel der Provinz Preußen, 1874).

## Rodzina Kinwangen
Rodzina szlachecka z Prus Wschodnich, znana od XIV wieku, wspólnego pochodzenia z rodziną von Wickerau (z Wikrowa. Rodzina wygasła w 1603 roku w osobie Caspara von Kinwangen, właściciela dóbr Wangothen, Plehnen i Spiegelswalde w okręgu Rastenburg.

## Herbowni
Kinwangen, błędnie Krokowski (Crakow, Krockow).